# Province de Téhéran

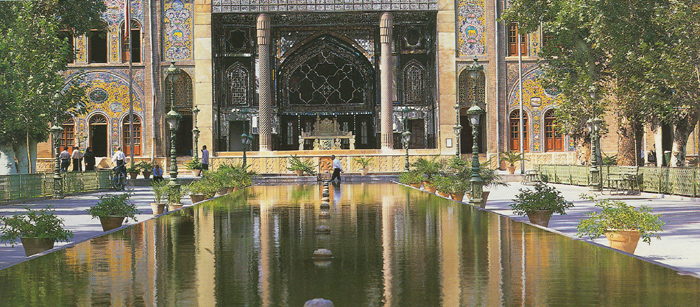
La province de Téhéran a accueilli la capitale du pays, Téhéran depuis 1778.

La province de Téhéran (persan : تهران) est une des 31 provinces d'Iran. Elle couvre une surface de 18 909 km² et est située au nord du plateau central de l'Iran. La province a des frontières communes avec le Mazandaran au nord, la province de Qom au sud, la province de Semnan à l'est et la province d'Alborz à l'ouest. La métropole de Téhéran n'est pas seulement la capitale de la province mais aussi la capitale de l'Iran. Depuis juin 2010, la province compte 11 départements, 37 municipalités et 1 358 villages.
La province a gagné de l'importance quand Téhéran a été proclamée capitale de la dynastie Qajare en 1778. Aujourd'hui Téhéran est une des 20 plus grandes municipalités du monde en taille et en population.

## Géographie

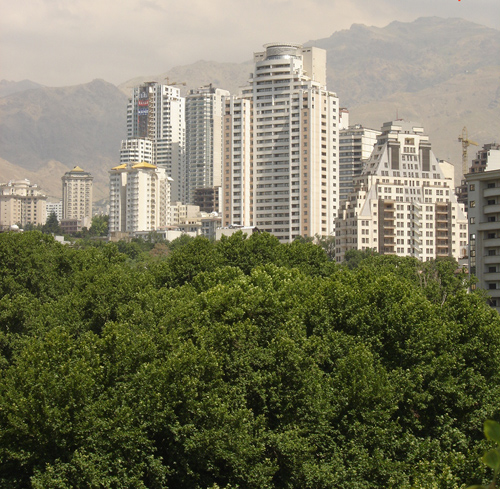
Les monts Elbourz à Téhéran s'élevant au-dessus des immeubles modernes du quartier Elahiyeh.

La province de Téhéran a plus de 16 000 000 habitants et c'est la région la plus densément peuplée d'Iran. Approximativement 84,15 % de la population est urbaine et 15,85 % dans les parties rurale de la province.  
Les plus grosses rivières de la province sont la rivière Karaj et le Jajrud.
Les chaines de montagne comme l'Elbourz couvrent le nord, Savad Kooh et Firooz Kooh sont situées au nord-est; Lavasanat, Qarah Daq, Shemiranat, Hassan Abad et les monts Namak sont dans les régions sud; Bibi Shahr Banoo et Alqadr sont situées au sud-est et les hauteurs de Qasr-e-Firoozeh sont situées à l'est de la province.
Du point de vue climatique, le climat de Téhéran est chaud et sec dans la partie sud de la province, mais le voisinage de la montagne est froid et semi-humide, et les sommets des hauteurs sont froids avec de longs hivers. Les mois les plus chauds de l'année sont entre mi-juillet et mi-septembre avec des températures entre 28 et 30 °C en moyenne, et les mois les plus frais sont décembre et janvier avec des températures moyennes de 1 °C. La ville de Téhéran a des hivers modérés et des étés chauds. Les précipitations annuelles sont d'approximativement 200 mm, le maximum étant en hiver.

## Histoire et culture

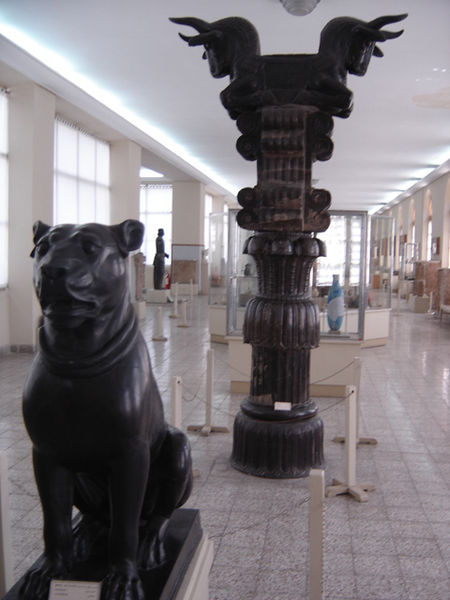
La collection achéménide du Musée National d'Iran à Téhéran.

La province de Téhéran a quelques sites archéologiques indiquant clairement des installations humaines vieilles de plusieurs millénaires. Jusqu'à il y a 300 ans, Reyy était la ville la plus importante de la province.
Cependant, la ville de Téhéran a cru jusqu'à devenir la plus grande ville du pays et la capitale en 1778, et depuis ce temps, elle a été le centre des activités politiques, culturelles, économiques et commerciales de l'Iran. Pendant les 200 années passées, la ville a accueilli de nombreux savants, écrivains, poètes et artistes, à la fois les natifs et ceux qui ont vécu dans la ville.
Téhéran a plus de 1500 sites historiques répertoriés par l'Organisation de l'Héritage culturel de l'Iran. Les plus vieux dans la province sont les vestiges de deux sites dans la région de Firouzkuh qui datent du 4e millénaire av. J.-C.

## Divisions administratives

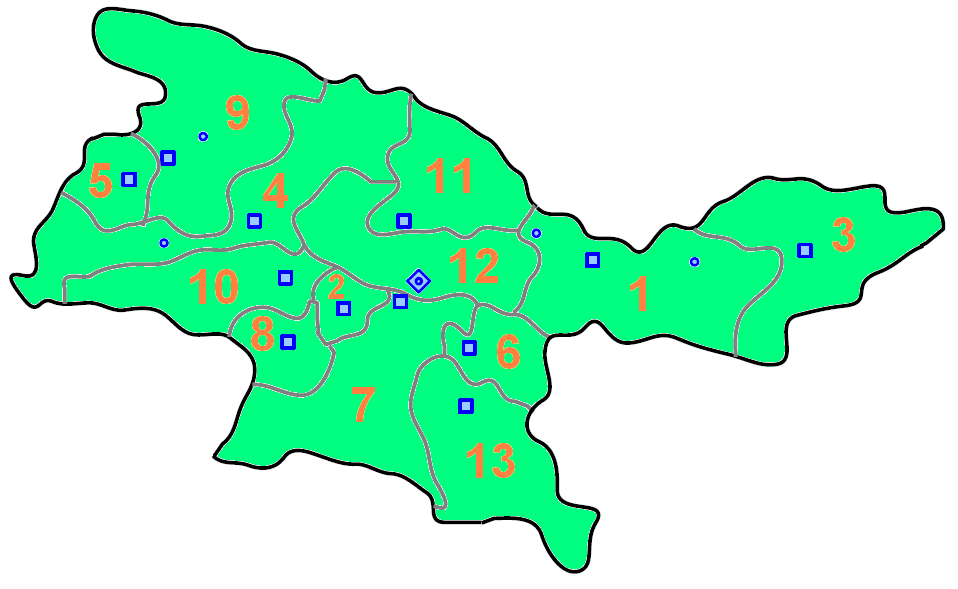
La subdivision de la province

- Préfectures : Damavand, Eslamshahr, Firouzkouh, Malard, Pakdasht, Pishva, Qods, Ray, Robat Karim, Shahriar, Shemiranat, Téhéran et Varamin.
- Municipalités : Absard, Andishe, Baghershahr, Baghestan, Boumehen, Chahardangeh, Damavand, Eslamshahr, Ferdowsieh, Firouzkouh, Garmdarreh, Ghartchak, Ghods, Golestan, Javadabad, Hassan Abad, Kahrizak, Kilan, Lavassan, Malard, Nasimshahr, Owshan Fasham Meygoun, Pakdasht, Pardis, Pishva, Robat Karim, Roudehen, Sabasharh, Safadasht, Shahedshahr, Shahriar, Sharifabad (en), Téhéran, Vahidieh, Varamin.

## Province de Téhéran aujourd'hui
Téhéran est le centre commercial de l'Iran. La province a plus de 17 000 unités industrielles employant 390 000 personnes, ce qui représente 26 % de toutes les unités iraniennes. La province compte pour 30 % de l'économie iranienne, et représente 40 % du marché de consommation. La province possède trois barrages, Latiyan, Lar, et Amir Kabir, ainsi que deux lacs naturels permettant de fournir l'eau à la ville de Téhéran et à sa province.
La province compte 170 mines, plus de 330 km² de forêts et plus de 12 800 km² de pâturages. 
En général, toute l'année, des régions comme les pentes sud des monts Elbourz, spécialement dans les montagnes, les vallées, près des rivières et des lacs artificiels formés derrière les barrages d'Amir Kabir, Latiyan et Lar ainsi que les lacs naturels de Jaban et Tarr fournissent d'excellents terrains de jeu pour les habitants de la province.
De plus, grâce aux chutes de neige dans certaines parties du nord de la province en hiver, les monts Elbourz fournissent un excellent environnement pour les sports d'hiver tels que le ski. Dizin, Shemshak, and Tochal sont les stations de ski les plus populaires.

## Attractions

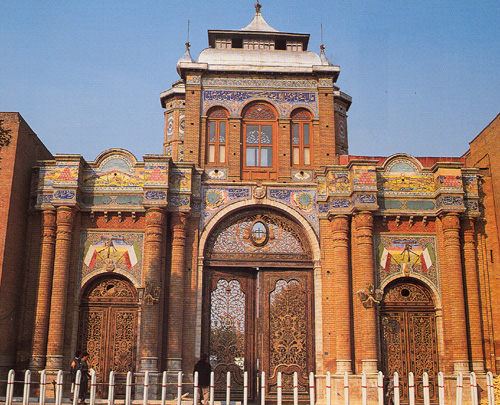
Darvazeh-e-Bagh-e-Melli; Une des portes principales de Téhéran dans l'enceinte du ministère des affaires étrangères.
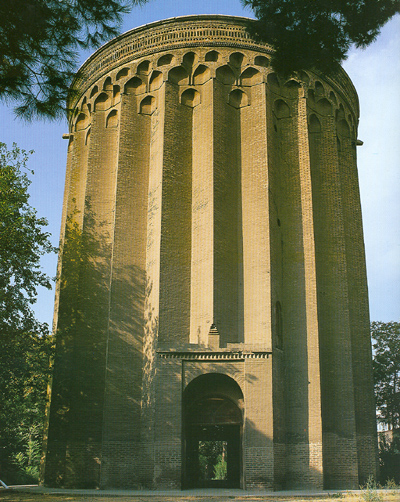
Tour Toghrol, monument du XIIIe siècle, est une des structures historiques pouvant toujours être vues à Téhéran aujourd'hui.
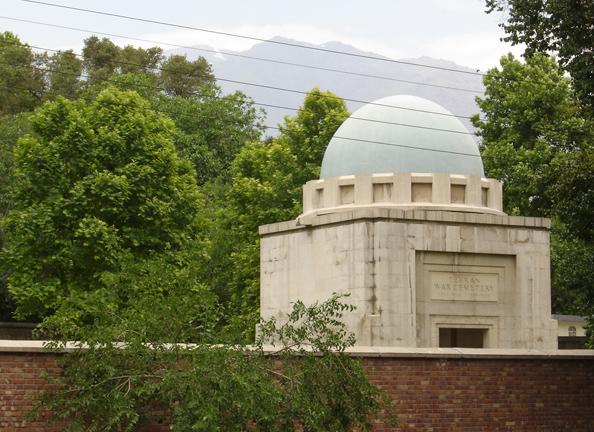
Cimetière allié de la Seconde Guerre mondiale à Téhéran

### Parcs et lieux récréatifs

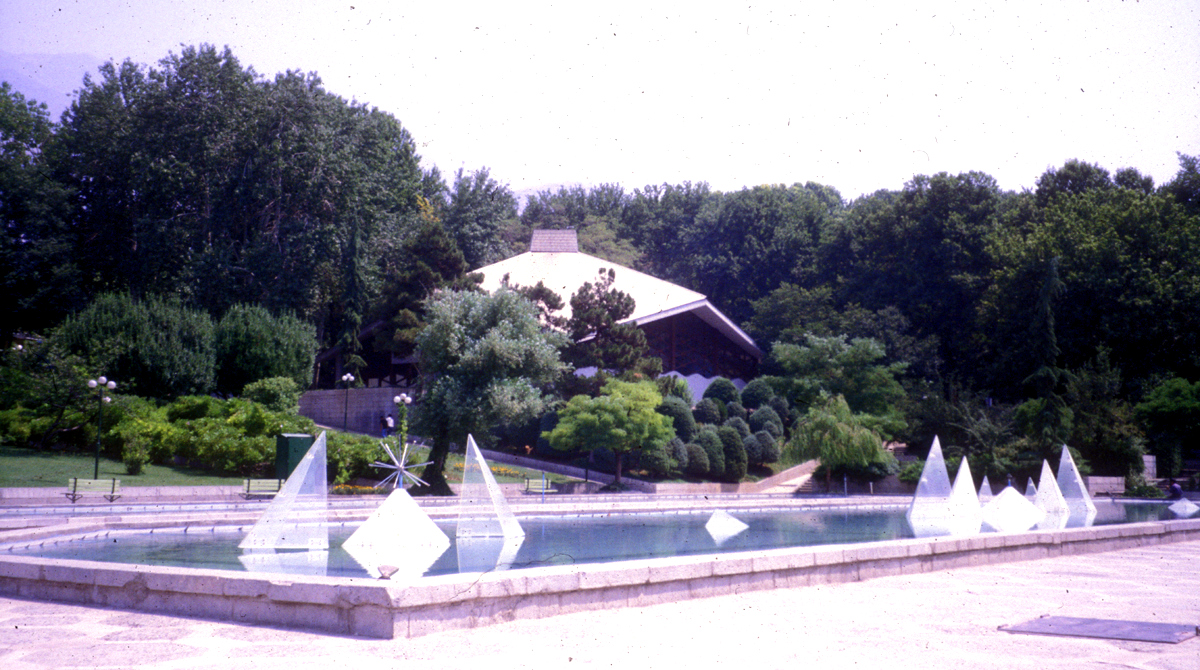
La bibliothèque publique Niavaran est nichée au cœur du parc de Niavaran.

- Station de ski de Tochal
- Chemin de randonnée de Darband
- Parc Chitgar
- Parc Mellat
- Parc Laleh
- Parc Jamshidieh
- Parc Niavaran
- Parc Sa'ei
- Parc Shatranj
- Parc Shahr
- Tangeh Savashi
- Chemin de randonnée de Darabad
- Chemin de randonnée de Darakeh
- Parc Jahan-e Kudak
- Complexe sportif Azadi
- Complexe sportif et parcours de golf Enghelab
- Plusieurs grottes, source et chutes d'eau à l'extérieur de Téhéran.
- Lac Latyan
- Parc forestier Lavizan
- Parc forestier Vard-Avard
- Par national Khajeer
- Par national Kaveer
- Lac Tar
- Lac Amir Kabir
- Habitat naturel protégé de Lar
- Habitat naturel protégé de Varjeen

## Centres religieux

### Mosquées, mausolées et tombes
- Mosquée Soltani, construite par Fath Ali Shah
- Mosquée Atiq, construite en 1663.
- Mosquée Mo'ezz o-dowleh, construite par Fath Ali Shah
- Mosquée Haj Seyd Azizollah, construite par Fath Ali Shah
- Mosquée Al-javad, La première mosquée au design moderne d'Iran.
- La vieille Mosquée Sepahsalar, une autre mosquée importante de l'époque Qajare.
- La nouvelle Mosquée Sepahsalar (Madreseh e Motahari)
- Mosquée Filsuf o-dowleh, époque Qajare.
- Mosquée Moshir ol-Saltaneh, époque Qajare.
- Mosquée Mo'ayyer ol-Mamalik, époque Qajare.
- Mosquée de Varmarin, époque Ilkhanat de Perse
- Mausolée Shahr Banu
- Mausolée  Javan-mard Qassab, un héros semi-mythique pré-islamique
- Des douzaines d'Imamzadeh centenaires dont celui d'Imam Zadeh Saleh.
- Des douzaines de Saqa Khanehs : lieux de prière traditionnels
- Plusieurs Tekyehs: lieux traditionnels pour les cérémonies de Muharram pour Husayn ibn Ali.
- Le cimetière Ibn Babviyeh où de nombreux Iraniens célèbres comme Takhti et Ali Akbar Dehkhoda sont enterrés.
- Le cimetière Zahir o-dowleh où de nombreux Iraniens célèbres comme  Iraj Mirza, Mohammad Taghi Bahar, Furough Farrokhzad, Abolhasan Saba, Ruhollah Khaleghi, et Darvish-khan sont enterrés.
- Le cimetière polonais au nord de Téhéran, où de nombreux soldats alliés de la Seconde Guerre mondiale sont enterrés.
- Le cimetière Behesht-e Zahra, le plus grand cimetière d'Iran, situé au sud de Téhéran où de nombreuses victimes de la Guerre Iran-Irak sont enterrés. Le poète Fereydoun Moshiri y repose également.

### Églises
- Église Surep Georg, 1790
- Église Saint Thaddée Bartoqimus, 1808
- Église Tatavus, datant de l'époque Qajare
- Église Enjili, 1867
- Église Assyrienne

### Facultés et Universités
Les universités majeures de la province sont :
1. Université Allameh Tabatabaii
2. Université de Technologie Amir Kabir (Institut polytechnique de Téhéran)
3. Université Alzahra
4. Université Baghiatollah
5. Université de formation des maîtres de Téhéran
6. Université Imam Hossein
7. Université mam Sadegh
8. Université des sciences médicales d'Iran
9. Université de Technologie K. N. Toosi
10. Université Shahed
11. Université Shahid Beheshti
12. Université de Technologie Sharif
13. Institut universitaire de formation des maîtres
14. Université des Sciences Médicales de Téhéran
15. Université de formation des professeurs de Téhéran
16. Université des Arts
17. Université de l'aide sociale et des sciences de la Réhabilitation
18. Université de Téhéran (site web)
19. Université Islamique Libre de Varamin
20. Université Islamique Libre de Islamshahr
21. Université Islamique Libre de Roodehen
22. Université Islamique Libre de Téhéran-Sciences Médicales
23. Université Islamique Libre de Téhéran-Nord
24. Université Islamique Libre de Téhéran-Sud
25. Université Islamique Libre de Téhéran-Centre
26. Université Islamique Libre de Téhéran-Région 1
27. Université des sciences médicales Shahid Beheshti
28. « Université Emam Reza »(Archive.org • Wikiwix • Archive.is • Google • Que faire ?)
29. Institut d'études en physique théorique et en mathématiques (IPM)
30. Faculté Hadith de Téhéran
31. Université Imam Ali pour officiers
32. Université Général de Technologie
33. Université de sciences appliquées et de technologie de Téhéran
34. Faculté de l'environnement de Téhéran
35. Université Bagher Aloloum
36. Université international d'Iran
37. Faculté des Télécommunications d'Iran.
38. Université médicale pour l'armée de la République Islamique d'Iran
39. Université de Police NAJA
40. École des affaires économiques(SEA)
41. École des relations internationales (SIR)
42. Université des sciences médicales Shahed
43. Université d'ingénierie aéronautique Shahid Sattari
44. Université des sectes Islamiques
45. Institut de recherche de l'industrie pétrolière
46. Institut de Pétrochimie et des polymères d'Iran

## Référence
[1]: D'après les informations fournies par le bureau du gouverneur de la province, dont le lien est ci-dessus.